# Nová Kelča
Nová Kelča é um município da Eslováquia, situado no distrito de Vranov nad Topľou, na região de Prešov. Tem 11,84 km² de área e sua população em 2018 foi estimada em 384 habitantes.

## Demografia
| Ano:        | 1994 | 2004   | 2014   | 2024   |
| ----------- | ---- | ------ | ------ | ------ |
| Broj ljudi: | 381  | 355    | 385    | 356    |
| Razlika:    |      | -6,82% | +8,45% | -7,53% |

| Ano:               | 2023 | 2024   |
| ------------------ | ---- | ------ |
| Número de pessoas: | 352  | 356    |
| Diferença:         |      | +1,13% |